# Segona divisió espanyola de futbol 1939-1940
Resum de l'activitat de la temporada 1939-1940 de la Segona divisió espanyola de futbol.

## Grup I

### Clubs participants
| Club                      | Ciutat      | Estadi             |
| ------------------------- | ----------- | ------------------ |
| Stadium Club Avilesino    | Avilés      | Las Arobias        |
| RCD Coruña                | La Corunya  | Riazor             |
| Club Ferrol               | Ferrol      | Inferniño          |
| Real Gijón                | Gijón       | El Molinón         |
| RD Oriamendi              | Gijón       | Los Frenos         |
| UD Salamanca              | Salamanca   | El Calvario        |
| Deportivo Torrelavega     | Torrelavega | Campos del Malecón |
| Real Valladolid Deportivo | Valladolid  | José Zorrilla      |

### Classificació
| Pos | Equip                 | PJ | PG | PE | PP | GF | GC | DG  | Pts | Classificació o descens   |
| --- | --------------------- | -- | -- | -- | -- | -- | -- | --- | --- | ------------------------- |
| 1   | RC Deportivo          | 14 | 10 | 2  | 2  | 38 | 10 | +28 | 22  | Promoció d'ascens         |
| 2   | Club Ferrol           | 14 | 8  | 5  | 1  | 40 | 15 | +25 | 21  |                           |
| 3   | Real Gijón CF         | 14 | 7  | 3  | 4  | 28 | 17 | +11 | 17  |                           |
| 4   | RD Oriamendi          | 14 | 7  | 2  | 5  | 30 | 29 | +1  | 16  | Descens a Tercera Divisió |
| 5   | UD Salamanca          | 14 | 4  | 4  | 6  | 25 | 36 | −11 | 12  |                           |
| 6   | Reial Valladolid      | 14 | 4  | 0  | 10 | 24 | 35 | −11 | 8   |                           |
| 7   | Stadium Avilesino     | 14 | 3  | 2  | 9  | 20 | 40 | −20 | 8   |                           |
| 8   | Deportivo Torrelavega | 14 | 3  | 2  | 9  | 16 | 39 | −23 | 8   | Descens a Tercera Divisió |

### Resultats
| Casa \ Fora            | DEP | ORI | RAC | SAL | SPO | STA | TOR | VAL |
| ---------------------- | --- | --- | --- | --- | --- | --- | --- | --- |
| Deportivo de La Coruña |     | 4–0 | 1–0 | 9–0 | 2–0 | 6–0 | 4–0 | 4–1 |
| RD Oriamendi           | 3–2 |     | 2–3 | 5–3 | 0–2 | 3–1 | 5–1 | 3–1 |
| Club Ferrol            | 1–1 | 2–0 |     | 4–0 | 1–1 | 5–0 | 8–1 | 2–1 |
| UD Salamanca           | 0–0 | 4–1 | 1–2 |     | 1–1 | 2–1 | 3–0 | 8–1 |
| Real Gijón CF          | 3–0 | 1–2 | 1–1 | 5–1 |     | 2–4 | 2–0 | 2–1 |
| Stadium Avilesino      | 1–2 | 1–1 | 2–6 | 0–0 | 0–2 |     | 3–1 | 6–2 |
| Deportivo Torrelavega  | 1–2 | 4–2 | 1–1 | 2–2 | 0–3 | 4–1 |     | 1–0 |
| Reial Valladolid       | 0–1 | 0–1 | 1–4 | 5–0 | 4–3 | 4–0 | 3–0 |     |

## Grup II

### Clubs participants
| Club                | Ciutat        | Estadi       |
| ------------------- | ------------- | ------------ |
| Deportivo Alavés    | Vitòria       | Mendizorroza |
| Arenas Club         | Getxo         | Ibaiondo     |
| Barakaldo-Oriamendi | Barakaldo     | Lasesarre    |
| Donostia CF         | Sant Sebastià | Atotxa       |
| Erandio Club        | Erandio       | Machaqueo    |
| CA Osasuna          | Pamplona      | San Juan     |
| Sestao SC           | Sestao        | Las Llanas   |
| Unión Club          | Irun          | Stadium Gal  |

### Classificació
| Pos | Equip               | PJ | PG | PE | PP | GF | GC | DG  | Pts | Classificació o descens   |
| --- | ------------------- | -- | -- | -- | -- | -- | -- | --- | --- | ------------------------- |
| 1   | Donostia CF         | 14 | 12 | 1  | 1  | 53 | 11 | +42 | 25  | Promoció d'ascens         |
| 2   | CA Osasuna          | 14 | 10 | 1  | 3  | 34 | 11 | +23 | 21  |                           |
| 3   | Unión Irún          | 14 | 6  | 2  | 6  | 24 | 32 | −8  | 14  |                           |
| 4   | Sestao              | 14 | 4  | 5  | 5  | 27 | 31 | −4  | 13  | Descens a Tercera Divisió |
| 5   | Barakaldo-Oriamendi | 14 | 4  | 4  | 6  | 19 | 25 | −6  | 12  |                           |
| 6   | Erandio             | 14 | 5  | 1  | 8  | 24 | 30 | −6  | 11  | Descens a Tercera Divisió |
| 7   | Arenas de Getxo     | 14 | 4  | 1  | 9  | 25 | 44 | −19 | 9   |                           |
| 8   | Alavés              | 14 | 3  | 1  | 10 | 15 | 37 | −22 | 7   | Descens a Tercera Divisió |

### Resultats
| Casa \ Fora         | ALA | ARE | BAR | ERA | OSA | DON | SES | UNI |
| ------------------- | --- | --- | --- | --- | --- | --- | --- | --- |
| Deportivo Alavés    |     | 3–4 | 0–0 | 3–2 | 0–2 | 0–6 | 3–2 | 3–2 |
| Arenas de Getxo     | 3–0 |     | 1–1 | 3–1 | 1–5 | 2–6 | 1–4 | 4–0 |
| Barakaldo-Oriamendi | 2–0 | 4–2 |     | 4–2 | 3–2 | 0–3 | 2–2 | 1–3 |
| Erandio             | 1–0 | 4–0 | 2–0 |     | 0–1 | 1–3 | 4–0 | 1–0 |
| CA Osasuna          | 2–1 | 3–0 | 3–0 | 2–1 |     | 2–1 | 6–0 | 4–1 |
| Donostia CF         | 2–0 | 7–0 | 3–1 | 8–0 | 2–1 |     | 4–0 | 1–1 |
| Sestao SC           | 3–1 | 3–2 | 1–1 | 3–3 | 0–0 | 1–2 |     | 6–0 |
| Unión Irún          | 5–2 | 3–2 | 1–0 | 3–2 | 1–0 | 2–5 | 2–2 |     |

## Grup III

### Clubs participants
| Club                 | Ciutat               | Estadi              |
| -------------------- | -------------------- | ------------------- |
| FC Badalona          | Badalona             | Avinguda de Navarra |
| CE Castelló          | Castelló de la Plana | Camp del Sequiol    |
| Constància FC        | Inca                 | Camp d'Es Cos       |
| Girona CF            | Girona               | Vista Alegre        |
| CD Granollers        | Granollers           | Estadi Municipal    |
| UE Llevant-Gimnàstic | València             | Vallejo             |
| CD Mallorca          | Palma                | Buenos Aires        |
| CD Sabadell FC       | Sabadell             | Creu Alta           |

### Classificació
| Pos | Equip                | PJ | PG | PE | PP | GF | GC | DG  | Pts | Classificació o descens   |
| --- | -------------------- | -- | -- | -- | -- | -- | -- | --- | --- | ------------------------- |
| 1   | UE Llevant-Gimnàstic | 14 | 9  | 2  | 3  | 33 | 19 | +14 | 20  | Promoció d'ascens         |
| 2   | CE Sabadell          | 14 | 7  | 2  | 5  | 27 | 23 | +4  | 16  |                           |
| 3   | Girona CF            | 14 | 6  | 3  | 5  | 27 | 24 | +3  | 15  |                           |
| 4   | CE Castelló          | 14 | 7  | 0  | 7  | 26 | 23 | +3  | 14  |                           |
| 5   | CE Constància        | 14 | 6  | 2  | 6  | 22 | 29 | −7  | 14  | Descens a Tercera Divisió |
| 6   | Granollers SC        | 14 | 6  | 2  | 6  | 31 | 29 | +2  | 14  | Descens a Tercera Divisió |
| 7   | RCD Mallorca         | 14 | 5  | 3  | 6  | 32 | 27 | +5  | 13  | Descens a Tercera Divisió |
| 8   | CF Badalona          | 14 | 3  | 0  | 11 | 25 | 49 | −24 | 6   |                           |

### Resultats
| Casa \ Fora          | BAD | CAS | CON | GER | GRA | LEV | MAL | SAB |
| -------------------- | --- | --- | --- | --- | --- | --- | --- | --- |
| CF Badalona          |     | 4–2 | 3–1 | 1–2 | 1–3 | 1–2 | 4–3 | 0–1 |
| CE Castelló          | 3–1 |     | 5–1 | 0–2 | 3–0 | 1–2 | 3–2 | 2–0 |
| CE Constància        | 4–2 | 3–1 |     | 1–3 | 2–0 | 3–2 | 1–1 | 1–0 |
| Girona CF            | 5–1 | 0–1 | 3–1 |     | 1–1 | 1–2 | 2–4 | 2–2 |
| Granollers SC        | 5–2 | 1–3 | 4–1 | 3–1 |     | 4–1 | 6–1 | 0–3 |
| UE Llevant-Gimnàstic | 6–2 | 2–0 | 4–0 | 3–1 | 1–1 |     | 2–2 | 4–0 |
| RCD Mallorca         | 6–0 | 3–1 | 1–2 | 2–2 | 4–1 | 0–1 |     | 2–0 |
| CE Sabadell          | 6–3 | 2–1 | 1–1 | 2–3 | 6–2 | 3–1 | 2–1 |     |

## Grup IV

### Clubs participants
| Club           | Ciutat    | Estadi           |
| -------------- | --------- | ---------------- |
| Alacant FC     | Alacant   | La Viña          |
| Burjassot FC   | Burjassot | El Basot         |
| Cartagena CF   | Cartagena | El Almarjal      |
| Elx FC         | Elx       | Altabix          |
| AD Ferroviaria | Madrid    | Camp de Delicias |
| Imperial FC    | Múrcia    | Zarandona        |
| Imperio FC     | Madrid    | El Cafeto        |
| Murcia FC      | Múrcia    | La Condomina     |

### Classificació
| Pos | Equip              | PJ | PG | PE | PP | GF | GC | DG  | Pts | Classificació o descens   |
| --- | ------------------ | -- | -- | -- | -- | -- | -- | --- | --- | ------------------------- |
| 1   | Murcia CF          | 14 | 11 | 0  | 3  | 38 | 16 | +22 | 22  | Promoció d'ascens         |
| 2   | AD Ferroviaria     | 14 | 10 | 0  | 4  | 41 | 24 | +17 | 20  | Descens a Tercera Divisió |
| 3   | Alacant CF         | 14 | 6  | 2  | 6  | 27 | 33 | −6  | 14  | Descens a Tercera Divisió |
| 4   | Imperio de Madrid  | 14 | 6  | 2  | 6  | 32 | 33 | −1  | 14  | Descens a Tercera Divisió |
| 5   | Cartagena FC       | 14 | 5  | 3  | 6  | 17 | 26 | −9  | 13  |                           |
| 6   | Burjassot CF       | 14 | 5  | 2  | 7  | 38 | 33 | +5  | 12  | Descens a Tercera Divisió |
| 7   | Elx CF             | 14 | 3  | 3  | 8  | 20 | 30 | −10 | 9   | Descens a Tercera Divisió |
| 8   | Imperial de Murcia | 14 | 3  | 2  | 9  | 20 | 38 | −18 | 8   | Descens a Tercera Divisió |

### Resultats
| Casa \ Fora        | ALI | BUR | CAR | ELC | FER | IMP | I.M | MUR |
| ------------------ | --- | --- | --- | --- | --- | --- | --- | --- |
| Alacant CF         |     | 3–2 | 1–2 | 3–2 | 5–4 | 5–1 | 2–0 | 2–3 |
| Burjassot CF       | 4–2 |     | 1–2 | 5–2 | 0–4 | 5–0 | 3–3 | 2–4 |
| Cartagena FC       | 1–2 | 0–0 |     | 4–1 | 0–0 | 1–0 | 0–1 | 2–0 |
| Elx CF             | 0–0 | 1–0 | 2–2 |     | 1–2 | 4–1 | 3–2 | 0–2 |
| AD Ferroviaria     | 4–1 | 2–0 | 5–1 | 3–1 |     | 3–1 | 5–3 | 2–1 |
| Imperial de Murcia | 3–0 | 2–8 | 1–0 | 1–1 | 2–2 |     | 2–0 | 0–1 |
| Imperio de Madrid  | 1–1 | 2–5 | 4–1 | 3–2 | 4–3 | 5–2 |     | 2–4 |
| Murcia CF          | 6–0 | 6–3 | 4–0 | 2–0 | 3–0 | 2–1 | 0–2 |     |

## Grup V

### Clubs participants
| Club               | Ciutat               | Estadi            |
| ------------------ | -------------------- | ----------------- |
| Cadis CF           | Cadis                | La Mirandilla     |
| Ceuta SC           | Ceuta                | Campo de Deportes |
| Racing FC Córdoba  | Còrdova              | América           |
| CD Malacitano      | Màlaga               | Baños del Carmen  |
| Ónuba FC           | Huelva               | Velódromo         |
| Recreativo Granada | Granada              | Los Cármenes      |
| EHA Tánger         | Tànger               | El Marchán        |
| Xerez CF           | Jerez de la Frontera | Domecq            |

### Classificació
| Pos | Equip              | PJ | PG | PE | PP | GF | GC | DG  | Pts | Classificació o descens   |
| --- | ------------------ | -- | -- | -- | -- | -- | -- | --- | --- | ------------------------- |
| 1   | Cadis CF           | 14 | 11 | 1  | 2  | 40 | 15 | +25 | 23  | Promoció d'ascens         |
| 2   | Recreativo Granada | 14 | 9  | 4  | 1  | 36 | 16 | +20 | 22  |                           |
| 3   | CD Malacitano      | 14 | 9  | 2  | 3  | 36 | 19 | +17 | 20  |                           |
| 4   | Racing FC Córdoba  | 14 | 6  | 2  | 6  | 33 | 35 | −2  | 14  |                           |
| 5   | Jerez CF           | 14 | 5  | 4  | 5  | 21 | 23 | −2  | 14  |                           |
| 6   | Onuba FC           | 14 | 3  | 3  | 8  | 29 | 43 | −14 | 9   | Descens a Tercera Divisió |
| 7   | Ceuta SC           | 14 | 4  | 1  | 9  | 19 | 33 | −14 | 9   | Descens a Tercera Divisió |
| 8   | EHA Tánger         | 14 | 0  | 1  | 13 | 15 | 45 | −30 | 1   | Descens a Tercera Divisió |

### Resultats
| Casa \ Fora        | CAD | CEU | COR | MAL | ONU | REC | TAN | XER |
| ------------------ | --- | --- | --- | --- | --- | --- | --- | --- |
| Cadis CF           |     | 4–0 | 4–0 | 4–0 | 4–1 | 2–2 | 2–0 | 2–0 |
| Ceuta SC           | 1–2 |     | 2–4 | 2–1 | 2–1 | 0–1 | 2–1 | 1–2 |
| Racing FC Córdoba  | 1–2 | 3–2 |     | 1–3 | 3–2 | 1–1 | 5–3 | 2–3 |
| CD Malacitano      | 5–3 | 4–0 | 1–1 |     | 7–1 | 2–0 | 4–2 | 1–1 |
| Onuba FC           | 1–4 | 3–1 | 5–3 | 1–2 |     | 2–2 | 5–2 | 2–2 |
| Recreativo Granada | 2–1 | 5–1 | 5–2 | 1–0 | 7–2 |     | 4–1 | 2–0 |
| EHA Tánger         | 1–4 | 0–3 | 1–4 | 1–2 | 2–2 | 1–3 |     | 0–3 |
| Jerez CF           | 1–2 | 2–2 | 1–3 | 1–4 | 2–1 | 1–1 | 2–0 |     |

## Promoció d'ascens

### Classificació
| Pos | Equip                | PJ | PG | PE | PP | GF | GC | DG | Pts | Promoció o classificació |
| --- | -------------------- | -- | -- | -- | -- | -- | -- | -- | --- | ------------------------ |
| 1   | Real Murcia CF       | 8  | 4  | 1  | 3  | 15 | 16 | −1 | 9   | Ascens a Primera Divisió |
| 2   | RC Deportivo         | 8  | 4  | 1  | 3  | 15 | 11 | +4 | 9   | Segona promoció d'ascens |
| 3   | Cadis CF             | 8  | 3  | 3  | 2  | 16 | 13 | +3 | 9   |                          |
| 4   | UE Llevant-Gimnàstic | 8  | 3  | 2  | 3  | 13 | 14 | −1 | 8   |                          |
| 5   | Donostia CF          | 8  | 2  | 1  | 5  | 12 | 17 | −5 | 5   |                          |

### Resultats
| Casa \ Fora          | CAD | DEP | DON | LEV | MUR |
| -------------------- | --- | --- | --- | --- | --- |
| Cadis CF             |     | 2–1 | 5–0 | 3–3 | 0–2 |
| Deportivo La Coruña  | 2–2 |     | 1–0 | 3–0 | 3–0 |
| Donostia CF          | 0–1 | 1–3 |     | 2–3 | 3–1 |
| UE Llevant-Gimnàstic | 1–1 | 3–0 | 0–3 |     | 2–0 |
| Real Murcia CF       | 4–2 | 3–2 | 3–3 | 2–1 |     |

### Segona promoció d'ascens
| 15 de maig de 1940 | Celta de Vigo | 1–0 | Deportivo de la Coruña |                     |  |
|                    | Nolete 88'    |     |                        | Chamartín, Madrid · |  |

## Resultats finals
- Campió: Reial Múrcia CF.
- Ascens a Primera divisió: Reial Múrcia CF i Reial Oviedo.[c]
- Descens a Segona divisió espanyola de futbol: Reial Betis i Racing de Santander.
- Ascens a Segona divisió: no n'hi va haver.
- Descens a Tercera divisió: RD Oriamendi, Deportivo Torrelavega, Sestao, Alavés, Erandio, EC Granollers, Ferroviaria, Imperio de Madrid, CD Mallorca, CE Constància, Elx CF, Alacant CF, Burjassot CF, Imperial de Murcia, Ceuta SC, Recreativo Onuba i Tánger.